# Macrocypraea
Macrocypraea is een geslacht van weekdieren uit de klasse van de Gastropoda (slakken).

## Soorten
- Macrocypraea cervinetta (Kiener, 1843)
- Macrocypraea cervus (Linnaeus, 1771)
- Macrocypraea zebra (Linnaeus, 1758)